# Leopold Wolf (Politiker)
Leopold Wolf (* 19. Juni 1899 in Wien; † 15. Juli 1964 ebenda) war ein österreichischer Politiker (SPÖ) und Industrieangestellter. Er war Abgeordneter zum Oberösterreichischen Landtag und von 1945 bis 1962 Abgeordneter zum österreichischen Nationalrat.
Wolf besuchte nach der Volksschule eine Bürgerschule und absolvierte Kurse an der Volkshochschule Wien. Er arbeitete als Laufbursche, Geschäftsdiener und Weinkellereiarbeiter, bevor er ab 1922 Arbeiter in der Papierfabrik Steyrermühl AG in Laakirchen wurde. Daneben war  als Vertrauensmann der Oberösterreichischen Papierarbeiter aktiv und engagierte sich als Funktionär der Freien Gewerkschaften. Des Weiteren fungierte er von 1924 bis 1934 als Gemeinderat in Laakirchen und vertrat die Sozialdemokratische Arbeiterpartei vom 15. Mai 1931 bis zum 12. Februar 1934 im Oberösterreichischen Landtag. Infolge des Österreichischen Bürgerkriegs wurde Wolf 1934 aus politischen Gründen verhaftet. Auch 1938 wurde Wolf nach der Machtübernahme der Nationalsozialisten mehrfach inhaftiert. Wolf wurde nach dem Zweiten Weltkrieg 1945 Zentralbetriebsrat und Mitglied der SPÖ Landesgruppe Oberösterreich und vertrat die SPÖ vom 19. Dezember 1945 bis zum 14. Dezember 1962 im Nationalrat. Zudem war er ab 1945 Vizebürgermeister in Laakirchen.

## Auszeichnungen
- Silbernes Verdienstzeichen der Republik Österreich
- Ehrenbürger von Laakirchen